# Bild (Fernsehsender)

Logo bis 16. August 2021

Bild (alternativ auch Bild TV genannt) war ein deutscher privater Fernsehsender der WeltN24-Sendergruppe. Er war nach Welt der zweite linear programmierte TV-Sender der Axel Springer SE und der fünfte TV-Nachrichtensender in Deutschland. Er ging aus dem Online-Angebot Bild Live hervor. So wie der Internetauftritt Bild.de und die gleichnamige Zeitung Bild war auch der TV-Sender ein Ausspielungskanal für die Arbeit der zentralen Bild-Nachrichtenredaktion im Axel-Springer-Verlag unter der Gesamtleitung von Marion Horn.

## Lizenz, Gründung und weitere Entwicklung
Der Name Bild TV ist seit mindestens 2002 belegt und wurde damals für ein Videoproduktionsunternehmen des Springer-Verlags verwendet. Die für den Sendestart als klassischer Fernsehsender mit 24/7-Betrieb notwendige Sendelizenz wurde bei der Medienanstalt Berlin-Brandenburg (MABB) für August 2021 beantragt. Am 24. Juni 2021 gab die Kommission für Zulassung und Aufsicht (ZAK) die Erteilung der Sendelizenz (Rundfunkzulassung) bekannt. Ende Juli 2021 hat Bild den Testbetrieb via Astra aufgenommen. Auf dem Satelliten Astra 19.2 Ost auf Transponder 33 befand sich ein Hinweis auf den geplanten Sendestart.
Der Sender nahm am 22. August 2021 den Sendebetrieb auf. Die Reichweite des Senders befindet sich seit Sendebeginn im statistisch schwer messbaren Bereich: nach eigenen Angaben misst der Sender einen durchschnittlichen Zuschaueranteil von 0,2 Prozent unter der für ihn werberelevanten Zielgruppe der 14- bis 49-Jährigen. Der Mediendienst DWDL führt Bild in seiner täglich aktualisierten Aufstellung der Gesamtreichweite nicht unter den 20 meistgesehenen Sendern; in monatlichen Auswertungen wird Bild mit 0,1 % durchschnittlichem Marktanteil gemessen.
Aufgrund der schlechten Quoten und Werbeeinnahmen wurde das 13 Stunden lange Live-Programm Ende 2022 eingestellt. Dadurch sind 80 Stellen weggefallen. Nur die Talksendungen Viertel nach acht, Die richtigen Fragen sowie einige sonntägliche Sport-Talks blieben erhalten, werden aber auch über Web und Youtube verbreitet. Der Sender legt seitdem einen Schwerpunkt auf „Dokumentationen und Reportagen aus dem Programmportfolio von WeltN24“. Besonders die Nachrichtensendung „Bild Live“ verursachte aufgrund ihrer Außenreporter, Kamerateams und größerem redaktionellen Aufwand hohe Kosten. Der Programmchef Claus Strunz bezeichnete noch im März 2022 eine tägliche Live-Schaltung und eine „exklusive Geschichte aus jedem Ressort“ als Basis für den Erfolg des Senders. Der frühere Gesamtleiter für „Bild“, Julian Reichelt, bedauerte die Entscheidung und bezeichnete die Marke „Bild“ als „belastet“ und „schwierig“.
Im März 2023 entließ die Axel Springer SE die gesamte Chefredaktion der „Bild“-Gruppe. Die frühere Chefredakteurin von Bild am Sonntag bis 2019, Marion Horn, kehrte zum Verlag zurück und übernahm mit sofortiger Wirkung die Gesamtleitung.
Zum 31. Dezember 2023 beendete Axel Springer die Verbreitung des Fernsehsenders. Die Fernsehlizenz wurde zurückgegeben.

## Konzept
Der Sender war der Fernseharm des Print-Mediums Bild und eine Weiterentwicklung des Online-Programmangebots Bild Live. Mit Bild betrieb der Verlag seinen dritten Fernsehsender, die beiden bestehenden Sender sind Welt und N24 Doku.
Vermarktet wurde Bild von der Verlagstochter Visoon Media. Das Programm wurde von Werbeeinblendungen unterbrochen.

## Mitarbeiter
Der erste Chefredakteur Julian Reichelt trug maßgeblich zum Konzept von Bild TV bei. Bis zu seiner Entlassung zwei Monate nach Sendestart war er fast täglich im Programm zu sehen und moderierte die Sendung „Viertel nach Acht“.

### Moderatoren
Am 2. August 2021 ließ die Verlagsgruppe Axel Springer verlauten, dass Thomas Kausch Chefmoderator der Sendung Bild Live für Bild wird. Zudem erhält Thomas Kausch eine beratende Funktion im Springer-Verlag für „Bewegtbild-Strategien“ und fungiert als Ausbilder an der FreeTech Academy of Journalism and Technology, um Fernsehjournalisten auszubilden.
Folgende Personen waren bis zur Einstellung bei Bild zu sehen:
- Céline Behringer
- Nena Brockhaus
- Matthias Brügelmann
- Alfred Draxler
- Christian Falk
- Maximilian Kiewel
- Thomas Kausch
- Janina Kirsch
- Cornelius Küpper
- Lisa Loch
- Valentina Maceri
- Theresa Müller
- Kira Ortmann
- Filipp Piatov
- Patricia Platiel
- Felicia Pochhammer
- Marcel Reif
- Paul Ronzheimer
- Jan W. Schäfer
- Mehmet Scholl
- Giulia Siegel
- Walter M. Straten
- Claus Strunz
- Filip Thiel
- Benjamin Trampf
- Carli Underberg
- Kai Weise

## Programm
Bild ging aus dem Online-Angebot Bild Live hervor. Teile des Programms von Bild werden parallel auf N24 Doku ausgestrahlt.
Das tägliche Live-Programm mit Nachrichten und aktuellen Berichten machte bis zu 6 Stunden aus. Ergänzt wurde das Programm mit Dokumentationen, Reportagen und weiteren Formaten aus den Bereichen Politik, Sport, VIP, Crime sowie Service-Themen. Bei aktuellen Ereignissen wurden die Live-Strecken nach Bedarf verlängert. So wurde anderem am Sonntagvormittag vier Stunden eine Nachberichterstattung zur Fußball-Bundesliga mit Talks und Analyse und am Sonntagabend ein Polittalk unter dem Titel Die richtigen Fragen mit Paul Ronzheimer und Kai Weise in direkter Konkurrenz zu Anne Will gesendet. Ab dem russischen Überfall auf die Ukraine 2022 wurden Sendungen online mit russischsprachigen Untertiteln ausgestrahlt.

## Sendungen
- Bild Live[25]
- Die Lage der Liga
- Bild kämpft
- Bild hilft
- Viertel nach Acht
- Die richtigen Fragen
- Jetzt reden Vier
- Achtung Fahndung!
- Reif ist LIVE
- PS: Ich liebe Dich
- Mein größter Fall
- Joe Exotic
- Unsere Retter – Ärzte im Einsatz
- Super 2 – Die Kult Liga
- Bayern Insider
- InTORnational
- Jetzt kommt Scholl

## Empfang
Das Programm war digital via Astra 19,2° Ost (DVB-S2) auf Transponder 33 (Frequenz 10.964 MHz, Polarisation H, Sym 22000, FEC 2/3), über sky Q und Kabelfernsehen (DVB-C bei Vodafone), als Webstream auf der Webseite des Senders, via Zattoo, MagentaTV, waipu.tv, Amazon-Echo-Skill, via freenet connect (DVB-T2-gestütztes Internetstreaming während der Übernahme des Programms durch N24 Doku) sowie auf weiteren IPTV-Plattformen verfügbar.

## Rezeption
Der Fernsehkritiker Matthias Dell bezeichnete am 22. August 2021 in einem Interview mit Johannes Nichelmann von Deutschlandfunk Kultur Bild TV als „inhaltsleer, schlecht produziert und langweilig“ und verglich die fehlende Professionalität von Bild TV mit „Schülerfernsehen oder offener Kanal“. Alexander Krei von DWDL.de bezeichnete in seiner Fernsehkritik am 23. August 2021 zum Sendestart des Fernsehsenders Bild diesen als „Fernsehen ohne Ruhepuls“ und bemängelte, dass Bild „durchs Programm“ hetze.
Die ARD-Programmdirektorin Christine Strobl kündigte am 3. Oktober 2021, eine Woche nach der Bundestagswahl 2021, an, rechtlich gegen Bild TV vorzugehen, da der Sender die 18-Uhr-Wahlprognosen von ARD und ZDF übernommen und minutenlang die Berliner Runde von ARD und ZDF übertragen hatte. Zudem sagte sie über Bild TV, sie finde „die Art der Berichterstattung hochproblematisch: diese Art des Zuspitzens, diese Ausrichtung auf eine Spaltung der Gesellschaft und der Umgang mit Fakten“. Es werde „eindeutig ein Ziel verfolgt: den öffentlich-rechtlichen Rundfunk in seiner Gesamtheit zu diskreditieren“.